# La Cantera, San José Iturbide
La Cantera är en ort i Mexiko.   Den ligger i kommunen San José Iturbide och delstaten Guanajuato, i den centrala delen av landet, 220 km nordväst om huvudstaden Mexico City. La Cantera ligger 2 120 meter över havet och antalet invånare är 687.
Terrängen runt La Cantera är kuperad åt sydväst, men åt nordost är den platt. Runt La Cantera är det ganska tätbefolkat, med 124 invånare per kvadratkilometer. Närmaste större samhälle är San José Iturbide, 4,1 km nordost om La Cantera. Trakten runt La Cantera består till största delen av jordbruksmark.